# Plinia pinnata
Plinia pinnata là một loài thực vật có hoa trong Họ Đào kim nương. Loài này được Carl von Linné miêu tả khoa học đầu tiên năm 1753.